# Знак Трокмортона
«Знак Трокмортона», также «знак Джона Томаса» — сленговый или шуточный термин, используемый в радиологии. Назван в честь американского невролога Томаса Бентли Трокмортона. Термин используется при описании рентгеновских снимков таза, когда положение пениса указывает на патологию. Когда пенис (различимый на снимке в виде тени) указывает на местоположение односторонней патологии, например, перелома, говорят о «положительном знаке Трокмортона». Если же тень направлена в обратную сторону, знак считается отрицательным.
Исследования показали, что проявление «знака» можно считать абсолютно случайным при определении перелома бедренной кости. В случаях положительного проявления знака Трокмортона, предположительно, человек с переломом бедренной кости может пытаться лечь на поврежденную сторону чтобы обездвижить перелом и снизить болевые ощущения; пенис в таком случае наклоняется вниз, в сторону повреждения.
Британский теннисист Энди Маррей 29 января 2019 года опубликовал свой рентгеновский снимок таза после операции по протезированию тазобедренного сустава. На снимке четко виден «отрицательный знак Трокмортона», когда пенис направлен в сторону от места проведения операции. Демонстрация и обсуждение снимка с различимыми гениталиями спортсмена на национальном телевидении в программе «Доброе утро, Британия» вынудили Маррея, который смотрел передачу, отправить редакции СМС-сообщение «Прошу вас, перестаньте обсуждать мои гениталии по национальному телевидению, я был под сильными лекарствами, когда публиковал снимок».